# Damour
Damour, o Damur, (en árabe. الدامور) es una ciudad del Líbano y se ubica en la costa del mar Mediterráneo, pertenece a la gobernación del Monte Líbano y forma parte del distrito de Chouf, se encuentra a una distancia de  24 km al sur de Beirut. Cuenta con 26.956 habitantes al año 2008. En la ciudad hay cuatro escuelas, de las cuales dos son públicas, y además hay dos establecimientos universitarios privados.
En enero de 1976, durante la guerra civil libanesa, miembros de la Organización para la Liberación de Palestina y de las milicias musulmanas masacraron a la población cristiana local, matando a cientos de habitantes de esta ciudad.